# Otwór pachowy przyśrodkowy
Otwór pachowy przyśrodkowy, również otwór trójboczny (łac. foramen axillare mediale s. triangulare) – w anatomii człowieka szczelinowaty otwór w tylnej ścianie jamy pachowej, łączący ją z przestrzenią podgrzebieniową. Leży przyśrodkowo od otworu pachowego bocznego, odgraniczony od niego głową długą mięśnia trójgłowego ramienia.
Ograniczenia:
- górne: mięsień obły mniejszy,
- boczne: mięsień trójgłowy ramienia (głowa długa),
- dolne: mięsień obły większy[1].

Zawartość:
- tętnica i żyła okalające łopatkę,
- naczynia limfatyczne[1].